# Diócesis de Wheeling-Charleston
La diócesis de Wheeling-Charleston (en latín: Dioecesis Vhelingen(sis)-Carolopolitana y en inglés: Roman Catholic Diocese of Wheeling–Charleston) es una circunscripción eclesiástica latina de la Iglesia católica en Estados Unidos, sufragánea de la arquidiócesis de Baltimore. La diócesis tiene al obispo Mark Edward Brennan como su ordinario desde el 23 de julio de 2019.

## Territorio y organización

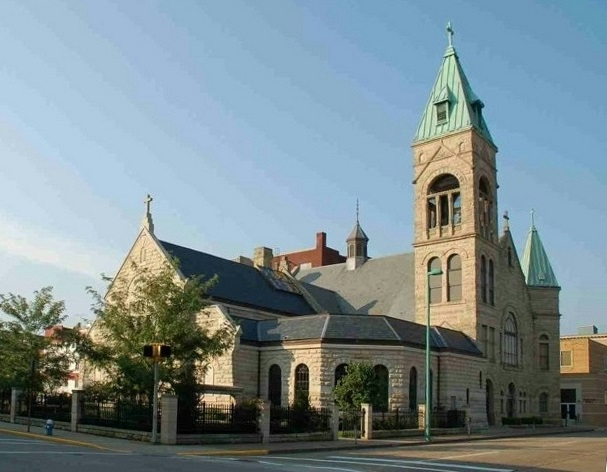
Concatedral del Sagrado Corazón, Charleston

La diócesis tiene 62 755 km² y extiende su jurisdicción sobre los fieles católicos de rito latino residentes en el estado de Virginia Occidental. 
La sede de la diócesis se encuentra en la ciudad de Wheeling, en donde se halla la Catedral de San José. En Charleston se encuentra la Concatedral del Sagrado Corazón.
En la diócesis de Wheeling-Charleston se encuentra la Universidad Jesuita Wheeling, una institución de educación superior administrada por la Sociedad de Jesús.
En 2020 en la diócesis existían 91 parroquias agrupadas en 7 vicariatos: Wheeling, Parkersburg, Charleston, Beckley, Weston, Clarksburg y Martinsburg.

### Vicariato Wheeling
Hay 18 parroquias y 2 misiones en el vicariato Wheeling.
- Cathedral of St. Joseph Parish, Wheeling
- Corpus Christi Parish, Wheeling
- Immaculate Conception Parish, New Cumberland
- Our Lady of Peace Parish, Wheeling
- Sacred Heart Parish, Chester
- Sacred Heart Of Mary Parish (Polaca), Weirton
- St. Alphonsus Parish, Wheeling
- St. Anthony Parish, Follansbee
- St. Francis Xavier Parish, Moundsville
- St. James Parish, McMechen
- St. John Parish, Benwood
- St. John the Evangelist Parish, Wellsburg
- St. Joseph Parish, Proctor
- St. Joseph the Worker Parish, Weirton
- St. Jude Parish, Glen Dale
- St. Martin of Tours Parish, Cameron
- St. Michael Parish, Wheeling
- St. Paul Parish, Weirton
- Holy Family Mission, Beech Bottom
- Our Lady of Seven Dolors Mission, Triadelphia
- St.Vincent de Paul,Wheeling

### Vicariato Martinsburg
Hay 11 parroquias y una 1 misión en el vicariato Martinsburg.
- Parroquia de la Anunciación de Nuestro Señor, Fort Ashby
- Parroquia de Nuestra Señora de la Asunción, Keyser
- Parroquia de la Epifanía de Nuestro Señor, Moorefield
- Parroquia de Nuestra Señora de Gracia, Romney
- Parroquia de Santa Inés, Shepherdstown
- Parroquia de San Antonio, Ridgeley
- Parroquia de Santiago, Charles Town
- Parroquia de San José, Martinsburg
- Parroquia de San Leo, Inwood
- Parroquia de Santa María, Petersburg
- Parroquia de San Vicente de Paul, Berkeley Springs
- Misión de Santa Bernardita, Hedgesville

### Vicariato Charleston
Hay 23 parroquias y 7 misiones en el vicariato Charleston.
- Ascension Parish Hurricane
- Blessed Sacrament Parish, South Charleston
- Christ The King Parish, Dunbar
- Holy Trinity Parish, Nitro
- Immaculate Conception Parish, Montgomery
- Nativity of Our Lord Parish, Wayne
- Our Lady of Fatima Parish, Huntington
- Our Lady of The Hills Parish, Elkview
- Risen Lord Parish, Maysel
- Sacred Heart Parish, Williamson
- Sacred Heart Parish, Point Pleasant
- Sacred Heart Parish, Huntington
- Sacred Heart Co-Cathedral Parish, Charleston
- St. Agnes Parish, Charleston
- St. Anthony Parish, Charleston
- St. Edmund Parish, Man
- St. Francis of Assisi Parish, St. Albans
- St. Francis of Assisi Parish, Logan
- St. John Parish, Belle
- St. Joseph Parish, Huntington
- St. Mary Queen of Heaven Parish, Madison
- St. Peter Claver Parish, Huntington
- St. Stephen Parish, Ona
- Good Shepherd Mission, Coalburg
- St. Anne Mission, Clendenin
- St. Anthony's Shrine Mission, Boomer
- St. Barbara Mission, Chapmanville
- St. Joseph Mission, Mason
- St. Joseph the Worker Mission, Whitesville
- St. Patrick Mission, Bancroft

### Vicariato Beckley
Hay 15 parroquias y 2 misiones en el vicariato Beckley.
- Christ The King Parish, War
- Holy Family Parish, Richwood
- Our Lady of Victory Parish, Gray
- Sacred Heart Parish, Powhatan
- Sacred Heart Parish, Bluefield
- Sacred Heart Parish, Princeton
- Sacred Heart Parish, Rainelle
- SS. Peter and Paul Parish, Oak Hill
- St. Catherine of Siena Parish, White Sulphur Springs
- St. Charles Borromeo Parish, White Sulphur Springs
- St. Francis De Sales Parish, Beckley
- St. John The Evangelist Parish, Summersville
- St. John the Evangelist Parish, Mullens
- St. Patrick Parish, Hinton
- St. Peter Parish, Welch (Virginia Occidental)Welch
- Holy Cross Mission, Pineville
- St. Mary of the Greenbrier Mission, Alderson

### Vicariato Clarksburg
Hay 21 parroquias y 3 misiones en el vicariato Clarcksburg.
- All Saints Parish, Bridgeport
- Holy Spirit Parish, Monogah
- Immaculate Conception Parish, Clarksburg
- Immaculate Conception Parish, Fairmont
- Our Lady of Perpetual Help Parish, Stonewood
- Sacred Heart Parish, Salem
- St. Ann Parish, Shinnston
- St. Anthony Parish, Fairmont
- St. Augustine Parish, Grafton
- St. Elizabeth Parish, Philippi
- St. Francis De Sales Parish, Morgantown
- St. James the Apostle Parish, Clarksburg
- St. John University Parish, Morgantown
- St. Luke The Evangelist Parish, Morgantown
- St. Mary Parish, Star City
- St. Patrick Parish, Mannington
- St. Patrick Parish, Salem
- St. Peter Parish, Farmington
- St. Peter The Fisherman Parish, Fairmont
- St. Sebastian Parish, Kingwood
- St. Zita Parish, Masontown
- Holy Family Mission, Spelter
- Mary Help of Christians Mission, Bruceton Mills
- St. Edward the Confessor Mission, Terra Alta

### Vicariato Parkersburg
Hay 11 parroquias y 3 misiones en el vicariato Parkersburg.
- Christ Our Hope Parish, Harrisville
- Holy Redeemer Parish, Spencer
- Holy Rosary Parish, Sisterville
- Mater Dolorosa Parish, Paden City
- St. Francis Xavier Parish, Parkersburg
- St. John Parish, St. Marys
- St. Margaret Mary Parish, Parkersburg
- St. Matthew Parish, Ravenswood
- St. Michael Parish, Vienna
- St. Monica Parish, Lubeck
- St. Vincent De Paul Parish, New Martinsville
- Jesus Christ Prince of Peace Mission, Grantsville
- St. Elizabeth of Hungary Mission, Elizabeth
- St. Lawrence Mission, Middlebourne

### Vicariato Weston
Hay 12 parroquias y 5 misiones en el vicariato Weston
- Good Shepherd Parish, Glenville
- Holy Rosary Parish, Buckhannon
- St. Anne Parish, Webster Springs
- St. Boniface Parish, Camden
- St. Brendan Parish, Elkins
- St. Elizabeth Ann Seton Parish, Franklin
- St. John Bosco Parish, Huttonsville
- St. John Neumann Parish, Marlinton
- St. Patrick Parish, Weston
- St. Patrick Parish, Coalton
- St. Thomas Parish, Grassaway
- St. Thomas Aquinas Parish, Thomas
- Our Lady of Mercy Mission, Persons
- Resurrection Mission, Huttonsville
- Resurrection Mission, Belington
- Sacred Heart Mission, Pickens
- St. Mark the Evangelist Mission, Bartow

## Historia
La diócesis de Wheeling fue erigida el 19 de julio de 1850 con el breve Ad apostolicam sedem del papa Pío IX, obteniendo el territorio de la diócesis de Richmond.
El 21 de agosto de 1974, en virtud del decreto In dioecesis Vhelingensis de la Congregación para los Obispos, la Iglesia del Sagrado Corazón de Charleston fue elevada al rango de concatedral y al mismo tiempo la diócesis tomó su nombre actual.

## Estadísticas
De acuerdo al Anuario Pontificio 2021 la diócesis tenía a fines de 2020 un total de 109 260 fieles bautizados.
| Año                                                                             | Población            | Población | Población      | Sacerdotes | Sacerdotes    | Sacerdotes    | Bautizados por sacerdote | Diáconos permanentes | Religiosos | Religiosos | Parroquias |
| Año                                                                             | Bautizados católicos | Total     | % de católicos | Total      | Clero secular | Clero regular | Bautizados por sacerdote | Diáconos permanentes | Varones    | Mujeres    | Parroquias |
| ------------------------------------------------------------------------------- | -------------------- | --------- | -------------- | ---------- | ------------- | ------------- | ------------------------ | -------------------- | ---------- | ---------- | ---------- |
| 1950                                                                            | 89 251               | 2 338 270 | 3.8            | 138        | 99            | 39            | 646                      |                      |            | 520        | 84         |
| 1966                                                                            | 104 364              | 2 191 942 | 4.8            | 191        | 107           | 84            | 546                      |                      | 83         | 694        | 103        |
| 1970                                                                            | 98 062               | 2 191 942 | 4.5            | 204        | 126           | 78            | 480                      |                      | 97         | 575        | 103        |
| 1976                                                                            | 95 602               | 1 744 237 | 5.5            | 186        | 122           | 64            | 513                      | 2                    | 70         | 465        | 104        |
| 1980                                                                            | 102 098              | 1 810 000 | 5.6            | 218        | 130           | 88            | 468                      | 11                   | 107        | 453        | 121        |
| 1990                                                                            | 105 890              | 2 097 200 | 5.0            | 183        | 122           | 61            | 578                      | 32                   | 68         | 373        | 126        |
| 1999                                                                            | 97 232               | 1 815 787 | 5.4            | 164        | 122           | 42            | 592                      | 30                   | 14         | 304        | 113        |
| 2000                                                                            | 97 232               | 1 815 787 | 5.4            | 169        | 109           | 60            | 575                      | 29                   | 73         | 260        | 113        |
| 2001                                                                            | 69 614               | 1 806 928 | 3.9            | 180        | 114           | 66            | 386                      | 29                   | 82         | 251        | 108        |
| 2002                                                                            | 69 614               | 1 806 926 | 3.9            | 172        | 111           | 61            | 404                      | 32                   | 81         | 247        | 112        |
| 2003                                                                            | 83 325               | 1 801 916 | 4.6            | 178        | 98            | 80            | 468                      | 32                   | 98         | 236        | 103        |
| 2004                                                                            | 100 614              | 1 801 916 | 5.6            | 171        | 105           | 66            | 588                      | 31                   | 85         | 221        | 100        |
| 2010                                                                            | 112 960              | 1 901 137 | 5.9            | 160        | 108           | 52            | 706                      | 46                   | 64         | 153        | 111        |
| 2014                                                                            | 116 500              | 1 958 000 | 5.9            | 154        | 109           | 45            | 756                      | 45                   | 55         | 122        | 110        |
| 2017                                                                            | 111 670              | 1 858 650 | 6.0            | 140        | 101           | 39            | 797                      | 41                   | 43         | 102        | 110        |
| 2020                                                                            | 109 260              | 1 818 470 | 6.0            | 145        | 105           | 40            | 753                      | 50                   | 45         | 86         | 91         |
| Fuente: Catholic-Hierarchy, que a su vez toma los datos del Anuario Pontificio. |                      |           |                |            |               |               |                          |                      |            |            |            |

### Escuelas secundarias
- Bishop Donahue Memorial High School, McMechen
- Charleston Catholic High School, Charleston
- Madonna High School, Weirton
- Mount de Chantal Visitation Academy, Wheeling
- Notre Dame High School, Clarksburg
- Parkersburg Catholic High School, Parkersburg
- St. Joseph Central Catholic High School, Huntington
- Wheeling Central Catholic High School, Wheeling

## Episcopologio
- Richard Vincent Whelan † (23 de julio de 1850-7 de julio de 1874 falleció)
- John Joseph Kain † (12 de febrero de 1875-21 de mayo de 1893 nombrado arzobispo coadjutor de San Luis[6])
- Patrick James Donahue † (22 de enero de 1894-4 de octubre de 1922 falleció)
- John Joseph Swint † (11 de diciembre de 1922-23 de noviembre de 1962 falleció)
- Joseph Howard Hodges † (23 de noviembre de 1962-27 de enero de 1985 falleció)
- Francis Bible Schulte † (4 de junio de 1985-6 de diciembre de 1988 nombrado arzobispo de Nueva Orleans)
- Bernard William Schmitt † (29 de marzo de 1989-9 de diciembre de 2004 retirado)
- Michael Joseph Bransfield (9 de diciembre de 2004-13 de septiembre de 2018 retirado)[7]
- Mark Edward Brennan, desde el 23 de julio de 2019